# 下大利駅

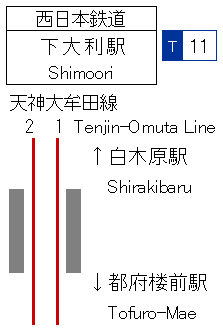
配線図

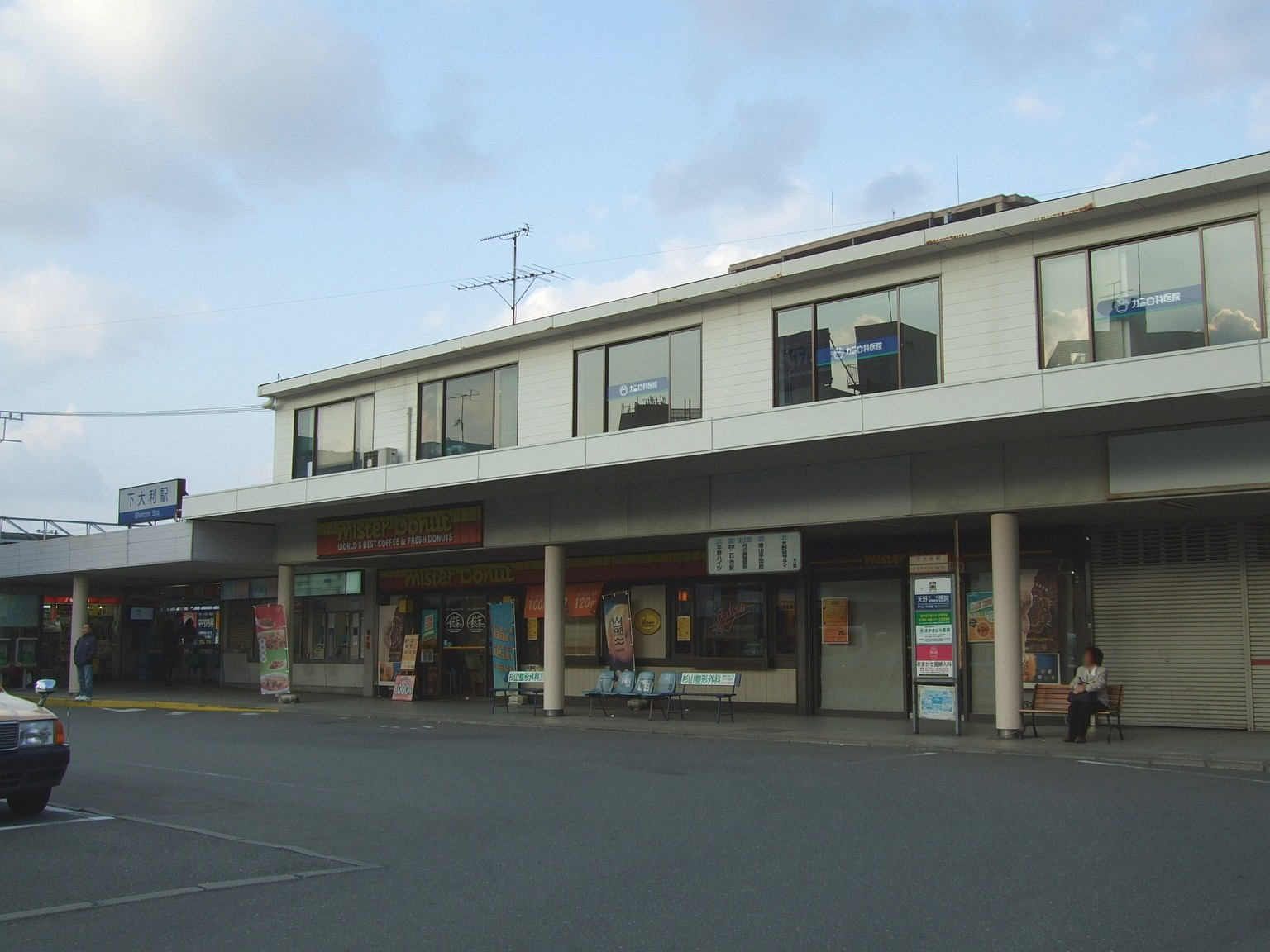
西口（2007年）

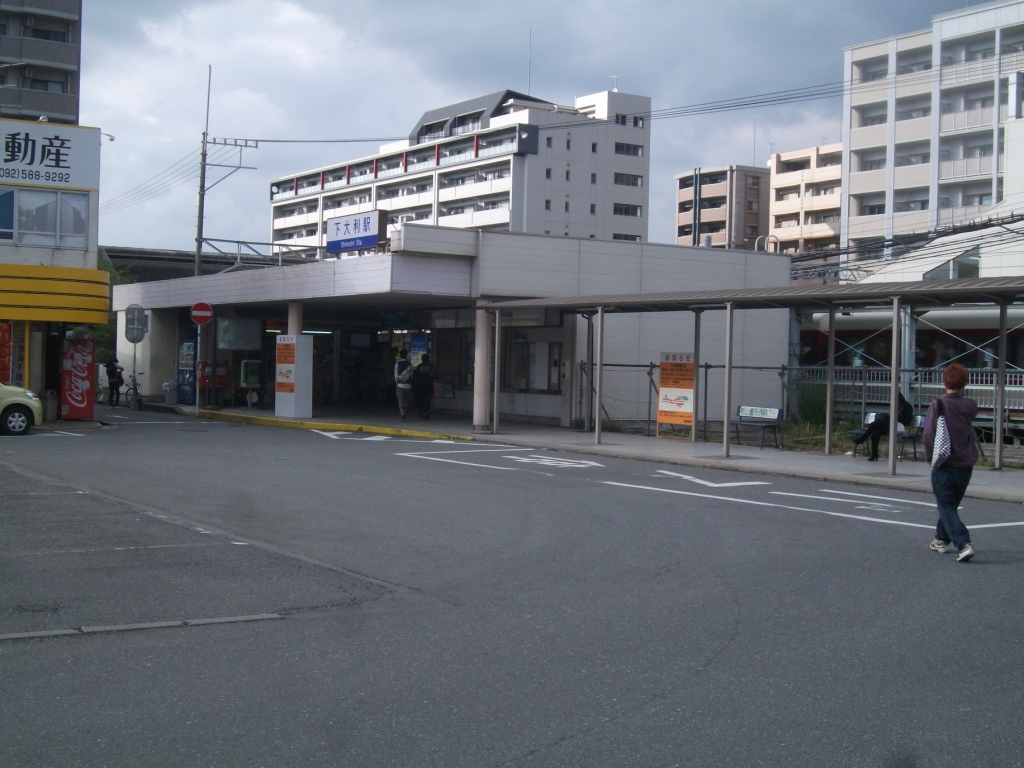
西口（2013年）高架工事の進捗に伴い、横の建物が解体されている。

下大利駅（しもおおりえき）は、福岡県大野城市下大利一丁目にある西日本鉄道（西鉄）天神大牟田線の駅である。駅番号はT11。
2022年8月28日の高架化と同時に現在の駅舎を使用しているが、2014年3月22日から、高架化工事による仮線上で営業していた。仮駅舎は当初東口駅舎として仮線移行前の2013年4月6日より利用を開始した。仮駅舎と隣駅である上りの白木原駅まで設置予定の仮線路は旧線路よりもやや東寄りであった。

## 歴史

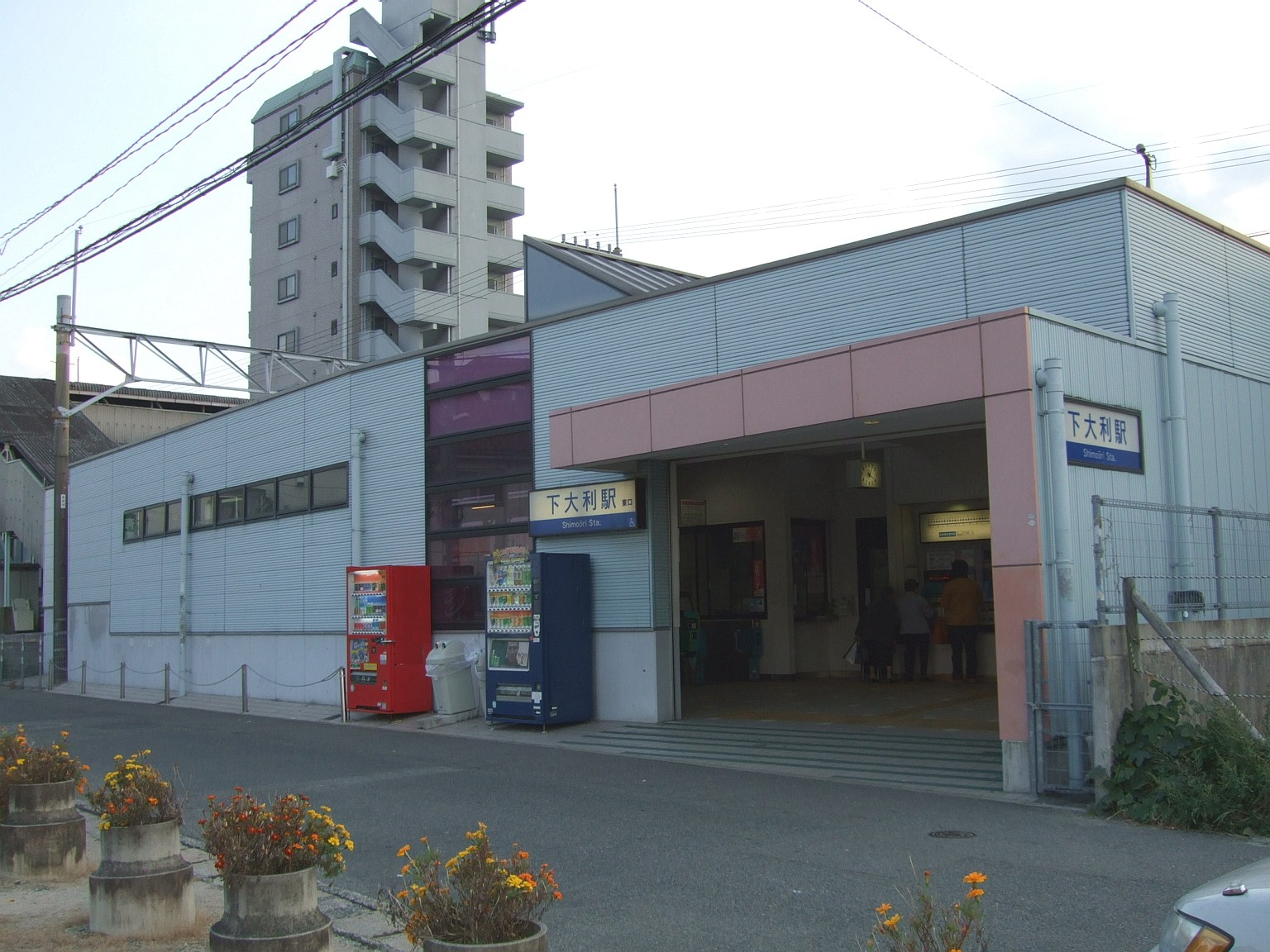
1998年 - 2013年に使用されていた東口駅舎

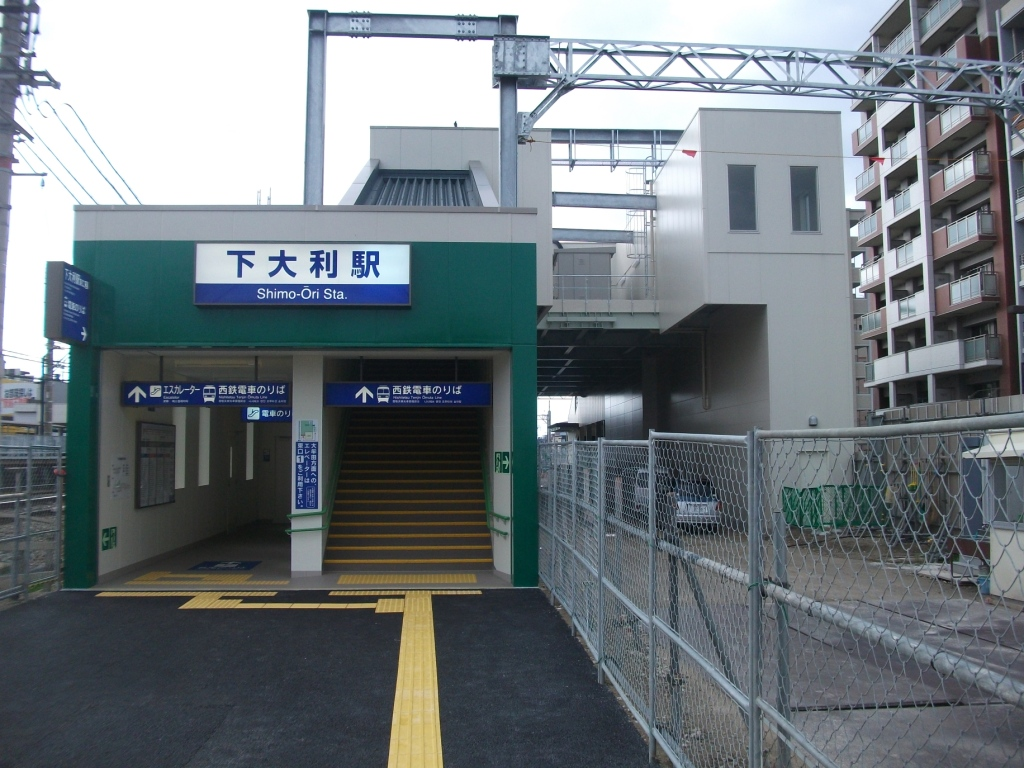
高架化工事中の東口仮駅舎

- 1924年（大正13年）4月12日：開業。
- 1968年（昭和43年）：駅舎改築。
- 1989年（平成元年）9月1日：ダイヤ改正により急行停車駅となる[5]（8両編成で運転される朝ラッシュ時上りの急行を除く）。
- 1998年（平成10年）10月1日：東口開設。
- 2001年（平成13年）1月20日：当駅を通過する8両編成の急行が快速急行に種別変更されたため、全ての急行が停車する駅となる。
- 2008年（平成20年）5月18日：ICカードnimoca供用開始。
- 2013年（平成25年）4月6日：仮駅舎（橋上駅）を東口として使用開始。
- 2014年（平成26年）3月22日：仮線へ移設。旧来からの西口駅舎を閉鎖。
- 2017年（平成29年）2月1日：駅ナンバリングを導入[6]。
- 2022年（令和4年）
  - 8月28日：高架化[7]。西鉄側から2019年10月末に工期の変更が必要であるという理由で事業計画の変更を申し入れる前までは、2021年3月末に高架化する予定だった[8]。
  - 12月末：工事完了[8]。

## 駅構造
相対式ホーム2面2線の高架駅である。入口は東側、西側双方にあり、有人駅で自動券売機・自動改札機を備え、定期券売場もある。
地上時代は1998年に新設された東口を移転する形で2013年4月より橋上駅となり、仮設駅舎ながらエスカレーター、エレベーターが設置されていた。仮線へ移設された2014年3月22日からは旧・西口駅舎を解体し、駅機能を集約した。カーブの途中にあるため、ホームと列車の間に隙間ができる。また、元からの駅舎であった駅西口にはミスタードーナツなどがあったが、高架工事に伴いすべて撤去されている。
新駅舎構内の駅改札口前には、2022年9月8日に西鉄ストアの「レガネットマルシェ下大利店」が開業した。
ホーム有効長は8両分ある。
| のりば | 路線          | 方向 | 行先                        |
| ------ | ------------- | ---- | --------------------------- |
| 1      | ●天神大牟田線 | 下り | 久留米・大牟田・ 太宰府方面 |
| 2      | ●天神大牟田線 | 上り | 福岡（天神）方面            |

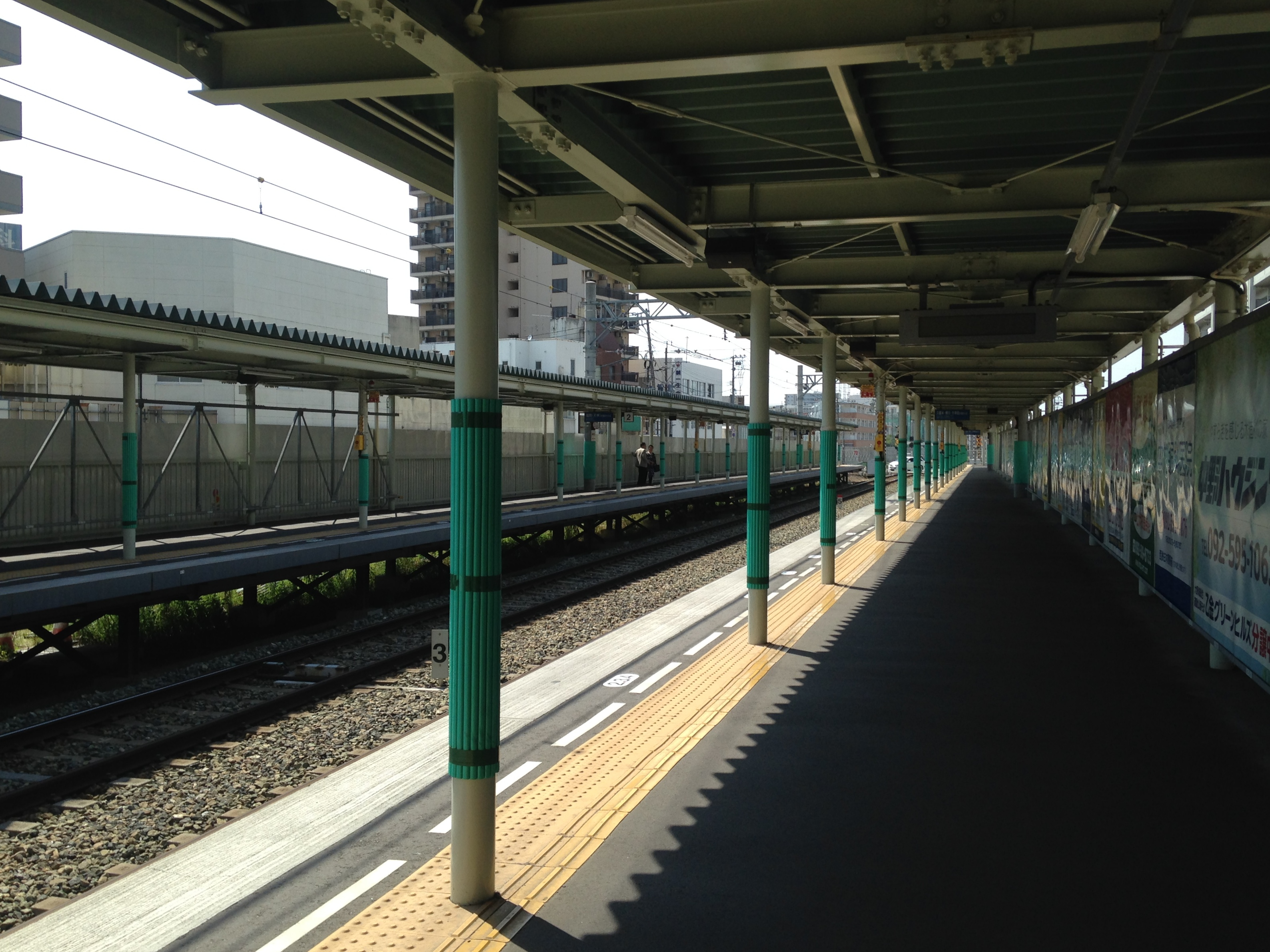
ホーム（2016年6月）

## 利用状況
2024年度の1日平均乗降人員は15,869人であり、西鉄の駅としては第11位である。
各年度の1日平均乗車および乗降人員は下表のとおり。
| 年度               | 1日平均 乗車人員 | 1日平均 乗降人員 |
| ------------------ | ---------------- | ---------------- |
| 1996年（平成08年） | 10,726           | 21,225           |
| 1997年（平成09年） | 10,378           | 20,562           |
| 1998年（平成10年） | 9,893            | 19,655           |
| 1999年（平成11年） | 9,394            | 18,705           |
| 2000年（平成12年） | 9,063            | 18,134           |
| 2001年（平成13年） | 8,817            | 17,644           |
| 2002年（平成14年） | 8,527            | 17,019           |
| 2003年（平成15年） | 8,374            | 16,790           |
| 2004年（平成16年） | 8,036            | 16,140           |
| 2005年（平成17年） | 8,014            | 15,838           |
| 2006年（平成18年） | 7,976            | 15,929           |
| 2007年（平成19年） | 7,921            | 15,817           |
| 2008年（平成20年） | 7,871            | 15,866           |
| 2009年（平成21年） | 7,764            | 15,696           |
| 2010年（平成22年） | 7,744            | 15,666           |
| 2011年（平成23年） | 7,653            | 15,486           |
| 2012年（平成24年） | 7,674            | 15,528           |
| 2013年（平成25年） | 7,888            | 15,962           |
| 2014年（平成26年） | 7,671            | 15,498           |
| 2015年（平成27年） | 7,716            | 15,645           |
| 2016年（平成28年） | 7,548            | 15,281           |
| 2017年（平成29年） | 7,707            | 15,618           |
| 2018年（平成30年） | 7,688            | 15,578           |
| 2019年（令和元年） | 7,664            | 15,548           |
| 2020年（令和02年） |                  | 12,227           |
| 2021年（令和03年） |                  | 12,905           |
| 2022年（令和04年） |                  | 14,148           |
| 2023年（令和05年） |                  | 14,950           |
| 2024年（令和06年） |                  | 15,869           |

## 駅周辺
大野城市の南東端部に立地し、中心部から離れているが、市南端部に開発された住宅地へのバス路線の運行の拠点となっている。駅前は幅の狭い道路の周囲に小規模商店が密集している。
- 福岡銀行下大利支店
- 大野城下大利郵便局
- 岩田屋サロン下大利店
- むっちゃん万十下大利店　本店
- スーパードラッグコスモス下大利店 - 2000年代初頭までサニー下大利店が当地付近に存在したが解体された。
- 福岡県立筑紫中央高等学校
- 日和香幼稚園
- 下大利団地
- JR鹿児島本線水城駅
- マックスバリュ 下大利店
- ローソン大野城東大利二丁目店
- 水城跡（特別史跡）

### 路線バス
東口駅舎前から発着する。なお、バスの駐車場が無いため、下大利駅終着のバスは一旦客を降ろして行先表示を変更後、すぐの発車となる。（路線は2025年4月1日現在）
- ■ 21　南ヶ丘線
  - 上大利→日の浦→小水城→南ヶ丘四角→大野南小学校前→南ヶ丘五丁目→牛頸→平野ハイツ入口→平野ハイツ→月の浦一丁目→月の浦県営住宅前→月の浦三丁目→月の浦営業所
  - 白木原四丁目→瓦田→大野城市役所→イオン大野城
- ■ 23　つつじヶ丘線
  - 上大利→日の浦→小水城→旭ヶ丘公園→青葉台→平田→つつじヶ丘一丁目→南山手入口→つつじヶ丘三丁目→南山手団地
  - 上大利→日の浦→小水城→旭ヶ丘公園→青葉台→平田→つつじヶ丘一丁目→平野中学校→平野ハイツ入口→平野ハイツ→月の浦一丁目→月の浦県営住宅前→月の浦三丁目→月の浦営業所

## 隣の駅
西日本鉄道
■天神大牟田線
■特急
通過
■急行
春日原駅（T09） - 下大利駅（T11） - 西鉄二日市駅（T13）
■普通
白木原駅（T10） - 下大利駅（T11） - 都府楼前駅（T12）